# 河內戰役 (1873年)
河內戰役發生於1873年11月20日，一支由140名水手、30名海軍陸戰隊和8名軍官組成的法國遠征軍在馬利·約瑟夫·弗朗索瓦·加爾尼埃的領導下，在未得到命令之下攻佔越南重要城市河內。
佔領這座城市成為北圻變故的開啟點，法軍在隨後征服了東京地區的大部分地區。

## 註腳
1. ↑  Lavisse 1921，第354頁.
2. ↑  Clodfelter ,269
3. ↑  Dubois ,833